# Ковальчук Григорій Іванович
Ковальчук Григорій Іванович (псевдо: «Ворон»; 1917,  м.Чернігів– 1963, с. Помонята, Рогатинська міська громада, Івано-Франківська область) — командир сотень УПА «Сіроманці» та «Рубачі», Лицар Бронзового хреста бойової заслуги УПА. 

## Життєпис
Відбув строкову службу в РСЧА, закінчив школу молодших командирів артилерії у м. Сизрань (1938–1939). Служив у 66 гаубично-артилерійському полку 61 стрілецької дивізії біля м. Гомель (старший лейтенант, 1941). Учасник німецько-радянської війни. 15.08.1941 р. потрапив у німецький полон, звідки вже 20.09.1941 р. утік та мешкав у с. Молошковичі на Львівщині. 
У червні 1943 р. скерований на вишкіл УНС в Карпати. Командир рою (23-30.06.1943), вишкільник чоти (30.06.-08.1943), командир чоти (25.08.-11.1943), а відтак командир сотні (20.11.1943-04.1944) УНС/УПА «Сіроманці», командир сотні УПА «Рубачі» (04.-10.1944), командир куреня УПА (06.-11.1945). Під час інспекції відділів впав з коня, зламав ногу та був відправлений на лікування. 
24.11.1945 р. потрапив у полон у с. Помонята Рогатинського р-ну Івано-Франківської обл. ВТ засуджений на 20 років каторжних робіт з обмеженням у правах на 5 років. Після звільнення з ув’язнення мешкав у с. Помонята, де помер і похований. Хорунжий (26.01.1944), поручник (15.04.1945) УПА.

## Нагороди
- Згідно з Наказом крайового військового штабу УПА-Захід ч. 10 від 14.01.1945 р. хорунжий УПА, командир сотні УПА «Рубачі» Григорій Ковальчук – «Ворон» нагороджений Бронзовим хрестом бойової заслуги УПА.

## Вшанування пам'яті
- 3.10.2019 р. від імені Координаційної ради з вшанування пам’яті нагороджених Лицарів ОУН і УПА м. Рогатин Івано-Франківської обл. Бронзовий хрест бойової заслуги УПА (№ 078) переданий Володимиру Ковальчукові, сину Григорія Ковальчука – «Ворона».